# WNBA 2022
Die Saison 2022 war die 26. Saison der Women’s National Basketball Association (WNBA). Die reguläre Saison begann am 6. Mai 2022. Nach Abschluss der regulären Saison, die bis zum 13. August 2022 lief, wurden die Playoffs um die WNBA-Meisterschaft durchgeführt.

## Reguläre Saison

### Modus
Die 12 WNBA-Mannschaften sind in zwei Conferences aufgeteilt, wobei die Eastern Conference und die Western Conference jeweils sechs Mannschaften umfassen. Insgesamt solle jede Mannschaft im Verlauf der regulären Saison 36 Saison-Spiele bestreiten, davon jede Mannschaft die Hälfte der Spiele zu Hause bzw. auswärts. Dies bedeutet eine Erhöhung um zwei Spiele der seit vielen Saisons üblichen 34 Spiele bedeutet. Aufgrund der COVID-19-Pandemie wurde in den letzten beiden Saisons nur 22 bzw. 32 Spiele absolviert.

### Abschlusstabellen
Erläuterungen:     = Playoff-Qualifikation,     = Conference-Sieger
| Pl     | Team               | Sp | S  | N  | %    | GB | Heim | Auswärts |
| ------ | ------------------ | -- | -- | -- | ---- | -- | ---- | -------- |
| 1 (2)  | Chicago Sky        | 36 | 26 | 10 | 72,2 | -  | 14:4 | 12:6     |
| 2 (3)  | Connecticut Sun    | 36 | 25 | 11 | 69,4 | 1  | 13:5 | 12:6     |
| 3 (5)  | Washington Mystics | 36 | 22 | 14 | 61,1 | 4  | 12:6 | 10:8     |
| 4 (7)  | New York Liberty   | 36 | 16 | 20 | 44,4 | 10 | 9:9  | 7:11     |
| 5 (10) | Atlanta Dream      | 36 | 14 | 22 | 38,9 | 12 | 8:10 | 6:12     |
| 6 (12) | Indiana Fever      | 36 | 5  | 31 | 13,9 | 21 | 3:15 | 2:16     |

| Pl     | Team               | Sp | S  | N  | %    | GB | Heim | Auswärts |
| ------ | ------------------ | -- | -- | -- | ---- | -- | ---- | -------- |
| 1 (1)  | Las Vegas Aces     | 36 | 26 | 10 | 72,2 | −  | 13:5 | 13:5     |
| 2 (4)  | Seattle Storm      | 36 | 22 | 14 | 61,1 | 4  | 13:5 | 9:9      |
| 3 (6)  | Dallas Wings       | 36 | 18 | 18 | 50   | 8  | 8:10 | 10:8     |
| 4 (8)  | Phoenix Mercury    | 36 | 15 | 21 | 41,7 | 11 | 11:7 | 4:14     |
| 5 (9)  | Minnesota Lynx     | 36 | 14 | 22 | 38,9 | 12 | 7:11 | 7:11     |
| 6 (11) | Los Angeles Sparks | 36 | 13 | 23 | 36,1 | 13 | 7:11 | 6:12     |

## Commissioner's Cup
Der WNBA Commissioner's Cup 2022 war die zweite Auflage dieses zweistufigen Wettbewerbs in der Geschichte der WNBA. Hierzu wurden ein Teil der Spiele der regulären Saison – 10 Spiele pro Team – zusätzlich für den Commissioner's Cup gewertet. Die Pokalspiele waren das erste Heimspiel und das erste Auswärtsspiel, das jede Mannschaft gegen ihre fünf Conference-Rivalen bestritt. Anschließend qualifizierten sich die Bestplatzierten jeder Conference – aus den Pokalspielen – für das Pokalfinale. 
Den WNBA Commissioner's Cup 2022 gewannen die Las Vegas Aces am 26. Juli 2022 mit einem 93:83-Sieg im Pokalfinale in der Wintrust Arena gegen die Gastgeberinnen der Chicago Sky. Dabei wurde Chelsea Gray als MVP des Pokalfinales ausgezeichnet.

## Playoffs

### Modus
In den Playoffs starten die acht Teams der Liga mit den meisten Erfolgen in der regulären Saison. Ab dieser Saison starteten alle qualifizierten Teams in der ersten Runde. Freilose, die es für die besten Teams der Liga seit 2016 gab, wurden nicht fortgeführt. Die qualifizierten Mannschaften wurden auf Grundlage der Ergebnisse der regulären Saison conferenceübergreifend von 1 bis 8 sortiert und spielten dann einen traditionellen Playoff-Baum. Die erste Runde wurde im Best-of-Three-Modus ausgetragen. Für das Halbfinale wurden die Teams nicht neu gesetzt. Das Halbfinale und das Finale wurden im Best-of-Five-Modus ausgetragen, wodurch ein Team drei Siege zum Erfolg benötigte. Bei Spielen, die nach der regulären Spielzeit von 40 Minuten unentschieden blieben, folgte die Verlängerung. Die Viertel dauerten weiterhin zehn Minuten und es wurde so lange gespielt bis eine Mannschaft nach Ende einer Verlängerung mehr Punkte als die gegnerische Mannschaft erzielt hatte.

### Playoff-Baum
| 1. Runde | 1. Runde        | 1. Runde        |   |                    | Halbfinale | Halbfinale | Halbfinale |  |  | WNBA-Finale | WNBA-Finale | WNBA-Finale |
|          |                 |                 |   |                    |            |            |            |  |  |             |             |             |
| 1        | Las Vegas Aces  | 2               |   |                    |            |            |            |  |  |             |             |             |
| 8        | Phoenix Mercury | 0               |   |                    |            |            |            |  |  |             |             |             |
| 8        | Phoenix Mercury | 0               | 1 | Las Vegas Aces     | 3          |            |            |  |  |             |             |             |
|          |                 |                 | 1 | Las Vegas Aces     | 3          |            |            |  |  |             |             |             |
|          | 4               | Seattle Storm   | 1 |                    |            |            |            |  |  |             |             |             |
| 5        | 4               | Seattle Storm   | 1 | Washington Mystics | 0          |            |            |  |  |             |             |             |
| 5        |                 |                 |   | Washington Mystics | 0          |            |            |  |  |             |             |             |
| 4        | Seattle Storm   | 2               |   |                    |            |            |            |  |  |             |             |             |
| 4        | Seattle Storm   | 2               | 1 | Las Vegas Aces     | 3          |            |            |  |  |             |             |             |
|          |                 |                 |   | Las Vegas Aces     | 3          |            |            |  |  |             |             |             |
|          | 3               | Connecticut Sun | 1 |                    |            |            |            |  |  |             |             |             |
| 3        | 3               | Connecticut Sun | 1 | Connecticut Sun    | 2          |            |            |  |  |             |             |             |
| 3        |                 |                 |   | Connecticut Sun    | 2          |            |            |  |  |             |             |             |
| 6        | Dallas Wings    | 1               |   |                    |            |            |            |  |  |             |             |             |
| 6        | Dallas Wings    | 1               | 3 | Connecticut Sun    | 3          |            |            |  |  |             |             |             |
|          |                 |                 | 3 | Connecticut Sun    | 3          |            |            |  |  |             |             |             |
|          | 2               | Chicago Sky     | 2 |                    |            |            |            |  |  |             |             |             |
| 7        | 2               | Chicago Sky     | 2 | New York Liberty   | 1          |            |            |  |  |             |             |             |
| 7        |                 |                 |   | New York Liberty   | 1          |            |            |  |  |             |             |             |
| 1        | Chicago Sky     | 2               |   |                    |            |            |            |  |  |             |             |             |

## Auszeichnungen
| Auszeichnung                                | Auszeichnung                                | Auszeichnung                                | Spielerin                           | Mannschaft                             | Bemerkung                          |
| ------------------------------------------- | ------------------------------------------- | ------------------------------------------- | ----------------------------------- | -------------------------------------- | ---------------------------------- |
| WNBA Finals MVP Award                       | WNBA Finals MVP Award                       | WNBA Finals MVP Award                       | Chelsea Gray                        | Las Vegas Aces                         | –                                  |
| WNBA Most Valuable Player Award             | WNBA Most Valuable Player Award             | WNBA Most Valuable Player Award             | A’ja Wilson                         | Las Vegas Aces                         | 31 von 56 Stimmen                  |
| WNBA Defensive Player of the Year Award     | WNBA Defensive Player of the Year Award     | WNBA Defensive Player of the Year Award     | A’ja Wilson                         | Las Vegas Aces                         | 20 von 56 Stimmen                  |
| WNBA Most Improved Player Award             | WNBA Most Improved Player Award             | WNBA Most Improved Player Award             | Jackie Young                        | Las Vegas Aces                         | 32 von 56 Stimmen                  |
| WNBA Peak Performer (Punkte)                | WNBA Peak Performer (Punkte)                | WNBA Peak Performer (Punkte)                | Breanna Stewart                     | Seattle Storm                          | 21,8 Punkte pro Spiel              |
| WNBA Peak Performer (Rebounds)              | WNBA Peak Performer (Rebounds)              | WNBA Peak Performer (Rebounds)              | Sylvia Fowles                       | Minnesota Lynx                         | 9,8 Rebounds pro Spiel             |
| WNBA Peak Performer (Assists)               | WNBA Peak Performer (Assists)               | WNBA Peak Performer (Assists)               | Natasha Cloud                       | Washington Mystics                     | 7,0 Assists pro Spiel              |
| WNBA Rookie of the Year Award               | WNBA Rookie of the Year Award               | WNBA Rookie of the Year Award               | Rhyne Howard                        | Atlanta Dream                          | 53 von 56 Stimmen                  |
| WNBA Sixth Woman of the Year Award          | WNBA Sixth Woman of the Year Award          | WNBA Sixth Woman of the Year Award          | Brionna Jones                       | Connecticut Sun                        | 53 von 56 Stimmen                  |
| Kim Perrot Sportsmanship Award              | Kim Perrot Sportsmanship Award              | Kim Perrot Sportsmanship Award              | Sylvia Fowles                       | Minnesota Lynx                         | 36 von 56 Stimmen                  |
| WNBA Coach of the Year Award                | WNBA Coach of the Year Award                | WNBA Coach of the Year Award                | Becky Hammon                        | Las Vegas Aces                         | 27 von 56 Stimmen                  |
| WNBA Basketball Executive of the Year Award | WNBA Basketball Executive of the Year Award | WNBA Basketball Executive of the Year Award | James Wade                          | Chicago Sky                            | 11 Stimmen                         |
| Team                                        | Spielerinnen                                | Spielerinnen                                | Spielerinnen                        | Spielerinnen                           | Spielerinnen                       |
| All-WNBA First Team                         | A’ja Wilson (Las Vegas Aces)                | Breanna Stewart (Seattle Storm)             | Kelsey Plum (Las Vegas Aces)        | Skylar Diggins-Smith (Phoenix Mercury) | Candace Parker (Chicago Sky)       |
| All-WNBA Second Team                        | Alyssa Thomas (Connecticut Sun)             | Sabrina Ionescu (New York Liberty)          | Nneka Ogwumike (Los Angeles Sparks) | Jonquel Jones (Connecticut Sun)        | Sylvia Fowles (Minnesota Lynx)     |
| All-Defensive First Team                    | Natasha Cloud (G) (Washington Mystics)      | Ariel Atkins (G) (Washington Mystics)       | A’ja Wilson (F) (Las Vegas Aces)    | Breanna Stewart (F) (Seattle Storm)    | Sylvia Fowles (C) (Minnesota Lynx) |
| All-Defensive Second Team                   | Brittney Sykes (G) (Los Angeles Sparks)     | Gabby Williams (F) (Seattle Storm)          | Alyssa Thomas (F) (Connecticut Sun) | Jonquel Jones (F) (Connecticut Sun)    | Ezi Magbegor (C) (Seattle Storm)   |
| All-Rookie Team                             | Rhyne Howard (Atlanta Dream)                | NaLyssa Smith (Indiana Fever)               | Shakira Austin (Washington Mystics) | Queen Egbo (Indiana Fever)             | Rebekah Gardner (Chicago Sky)      |